# Karin Berglund
Rut Anna Karin Berglund, född Bergenhem 19 oktober 1937 i Göteborg, är en svensk journalist, författare och fotograf. Hon är känd för trädgårdsskildringar och fotografier.

## Biografi
Karin  Berglund är född i Göteborg. Hon är filosofie magister i humanistiska ämnen, bland annat litteratur- och konsthistoria. 1962 började hon som journalist på TT Göteborg, 1963–1972 arbetade hon på Göteborgs Handels- och Sjöfartstidning och från 1972 och 27 år framåt var hon verksam som journalist på Dagens Nyheter.
Till att börja med arbetade Karin Berglund med ekonomibevakning. Genom denna kom hon att uppmärksamma den globala livsmedelshandeln och de multinationella företagens betydelse för hela matproduktionen från utsäde, gödning och bekämpningsmedel till produktförädling och distribution till matbordet. Hon kom i kontakt med Mudi-Mums-rörelsen och blev alltmer intresserad av odling, i första hand för egen konsumtion. Odlingserfarenheter från den egna familjen var begränsade till moderns husbehovsodling under krigsåren som lämnade minnen av "en stor och ljuvlig trädgård".
Som reporter hade Karin Berglund möjlighet att på nära håll följa miljörörelsens framväxt under 1960-talet och hon bevakade många internationella miljökonferenser. Hon skrev bland annat en artikelserie under rubriken "Makten över maten". När DN började med en trädgårdsspalt blev Berglund den som ansvarade för trädgårdsartiklarna. Privat praktiserade hon att odla för husbehov och studerade konst- och trädgårdsböcker.
1984 publicerade Karin Berglund sin första bok, Så i ruta, som var först att på svenska lansera en odlingsmetod för den lilla trädgården där en såyta utnyttjas för maximalt utbyte. Därefter har hon givit ut ytterligare tio böcker.
Karin Berglund har illustrerat flera av sina böcker med egna fotografier. Som fotograf har hon experimenterat med gamla kopieringsmetoder och hon har ställt ut sina fotografier vid flera tillfällen.
Karin Berglund har varit gift med journalisten och författaren Björn Berglund och har två döttrar, Jessika och Sara Berglund. Jessika Berglund är författare och tecknare och har bidragit med illustrationer i några av Karin Berglunds böcker.

## Författarskap
I flera av Karin Berglunds böcker får man handfasta odlingsråd alltifrån jordkvalitet, komposthantering och växtval till trädgårdsplanering och skötsel men därutöver tillför hon kultur- och konsthistoriska aspekter som vittnar om en stor beläsenhet och bifogar omfattande källförteckningar.
Med Så i ruta introducerade Karin Berglund en odlingsmetod som fortfarande äger sin giltighet för den som odlar på liten yta som på balkong eller i pallkrage.
Längtans blommor handlar om gammaldags trädgårdsväxter och deras kulturhistoria.
I Din trädgård tar Karin Berglund som huvudredaktör och huvudförfattare ett helhetsgrepp på trädgården, dess anläggning och skötsel. Inriktningen är helt på ekologisk odling. Den kulturhistoriska aspekten med betoning på vikten av att bevara biologisk mångfald och gamla kulturväxter är uttalad liksom ett accepterande förhållningssätt till djur och insekter i trädgården. I Lustgården och Rosor och gamla äppledamer innehåller delar av materialet i Din trädgård men också nya texter och bilder.
Trädgården som spegel är en Carl Skottbergsföreläsning från Göteborgs botaniska trädgård.
I Lust och fägring och Samtal i trädgården besöker författaren olika trädgårdspersonligheter som alla har en stor passion för sin trädgård. Somliga är professionella trädgårdskonstnärer som Sven-Ingvar Andersson, andra är konstnärer som Sten Dunér och Helge Lundström eller författare som Göran Greider. Några är trädgårdsmästare och många är helt enkelt trädgårdsfantaster med stor kärlek och engagemang och ibland med specialområden som gör dem till samlare och internationella experter. Karin Berglund skildrar dessa möten med respekt och fascination.
Med fingrarna i jorden knyter an till den egna trädgården. Den handlar enligt Karin Berglunds förord inte om "vad vi ska göra med trädgården utan mer om vad trädgården gör med oss. Om att vänta, längta och drömma, om det långsamma och ömtåliga, om att skapa efter eget huvud". Illustrationerna utgörs huvudsakligen av Karin Berglunds fotografier som kopierats med de gamla metoderna fotogravyr och gummitryck.
Blombok rapport från en trädgård följer årstidens växlingar med förankring i den egna trädgården blandat med minnen från resor och möten och med association till trädgårds- och kulturhistoria.
Jag tänker på Linné är en omfattande (400 sidor) biografi över Carl von Linné. Enligt Karin Berglund är den inte skriven ur ett vetenskapligt, utan snarare journalistiskt, perspektiv. Den är fylld av kulturhistoriska fakta, biografiska anekdoter, textreferat och essäer och är rikt illustrerad.
Det var en gång en trädgård handlar enligt författaren "om minnen från mina mer än trettio år som trädgårdsskribent, om jord, form, färg, doft och skönhet, om att odla för att äta, om resor och  trädgårdar här hemma och i andra länder, om konst och litteratur, om vad man ska ha sin trädgård till - men framför allt handlar den om människor." Hon skriver bland mycket annat om Derek Jarmans trädgård i England, om Ninfa och Sacro Bosco i Italien och om blommorna i paradiset som det skildras i konst och litteratur. En av de böcker som varit viktiga för Karin Berglunds tankar om vad man ska ha sin trädgård till är Den hemliga trädgården av Frances Hodgson Burnett.

## Övrigt
Karin Berglund var värd för radioprogrammet Sommar i P1 2002.

## Priser och utmärkelser
- Linnépriset, 2001
- Dalecarliapriset av Föreningen Sveriges Stadsträdgårdsmästare, 2002[19]